# Pape Malick Ndour
Pape Malick Ndour, né le 17 novembre 1984 à Mbadakhoune, est un économiste et homme politique sénégalais.
Il est ministre de la Jeunesse, de l'Entreprenariat et de l'Emploi du Sénégal de septembre 2022 à avril 2024 et aussi Coordonnateur national du Programme des Domaines agricoles communautaires (Prodac). Il est titulaire d'un DEA de l'UCAD.

## Biographie

### Enfance et formation
Pape Malick Ndour naît en 1984 à Mbadakhoune dans une famille d'obédience marxiste léniniste[réf. nécessaire]. Son père est l'ancien président de la commune de Mbadakhoune.
Il est titulaire d’un DEA de l'université Cheikh-Anta-Diop (UCAD) en recherche en économie avec une spécialisation en économie monétaire, financière et bancaire[réf. nécessaire]. Il ses impliqué dans des activités militantes et syndicales, dont plusieurs initiatives au sein de l'UCAD[source secondaire souhaitée].
Il est aussi titulaire d’une maîtrise en analyse et politique économique de l’Ucad.

## Carrière
Pape Malick Ndour commence sa carrière professionnelle au ministère de l'Économie et des Finances, plus précisément à la direction de la prévision et des études économiques, où il travaille de 2012 à 2019. En tant que macroéconomiste, il a été impliqué dans la planification économique, notamment dans l’analyse et la prévision des agrégats du tableau des opérations financières de l’État tels que les recettes budgétaires, le déficit et la dette publique.[réf. nécessaire]
En 2014, il prend la tête du conseil départemental de Guinguinéo, devenant ainsi le plus jeune président de conseil départemental dans l'histoire du Sénégal,. Il est réélu lors des élections territoriales de 2022.[réf. nécessaire]
Pape Malick Ndour est désigné coordonnateur du programme des domaines agricoles communautaires (PRODAC) en 2019, dans un contexte marqué par de vives polémiques marqué par des accusations de détournement de fonds au sein de la structure du temps du ministre Mame Mbaye Niang[réf. nécessaire].

### Ministre
Pape Malick est nommé le 17 septembre 2022 ministre de la Jeunesse, de l'Entreprenariat et de l'Emploi en remplacement de Néné Fatoumata Tall. A ce poste, il fonde une maison de la jeunesse.
Entre 2023 et 2024, il occupe le poste de ministre de la Jeunesse, de l’Emploi et de l'Entrepreneuriat sous les gouvernements successifs d'Amadou Ba et Sidiki Kaba.

## Controverses et polémiques
Au cours de sa carrière ministérielle, Pape Malick Ndour fait face à plusieurs controverses politiques, notamment en rapport avec le projet de loi d'amnistie et la gestion des crises politiques,.

### PRODAC
Économiste de formation, Pape Malick Ndour participe au débat économique national, se positionnant souvent en réponse aux critiques d'Ousmane Sonko], leader du parti PASTEF,.  Ses interventions, principalement centrées sur des questions de finance publique, ont suscité de vives réactions, notamment de la part de l'opposition, qui le considère comme un adversaire direct. 

### Plainte à la CPI
Durant cette même période, marquée par des tensions politiques, Juan Branco, avocat connu pour son engagement en faveur des droits humains, a déposé une plainte à la Cour pénale internationale (CPI). Cette plainte visant 112 personnalités dont Pape Malick Ndour a pour but d'attirer l'attention de la communauté internationale sur ce que l'avocat décrit comme des crimes contre l'humanité, des actes de répression par le gouvernement, incluant l'utilisation alléguée de nervis contre des opposants politiques,. Cette plainte a été classée sans suite.[réf. nécessaire]